# Могилевский, Сергей Сергеевич
Серге́й Серге́евич Могиле́вский (16 сентября 1909, Киев, Российская империя — 1986, Ленинград, СССР) — советский военачальник, капитан 1-го ранга, командир подводных лодок Л-1 и Л-21 в годы Советско-финской и Великой Отечественной войны соответственно. Самый результативный минёр среди подводников Балтийского флота.

## Биография
Родился 16 сентября 1909 года в Киеве.
В 1931 году поступил на службу в ВМФ РККА. Проходил службу на линкоре «Марат» и эсминце «Володарский».
В 1938 году вступил в ВКП(б).
В 1933 году после окончания спецкурсов командного состава ВМС РККА — командир БЧ-3 на подводной лодке «Л-1».
В 1936 году — слушатель учебного отряда подводного плавания имени Кирова.
Затем — помощник командира подводной лодки Л-1 «Ленинец».
С 9 ноября 1938 года по 15 февраля 1941 года — командир подводной лодки «Л-1» в составе 12-го дивизиона 1-й бригады подводных лодок Краснознамённого Балтийского флота. На этой должности принимал участие в советско-финской войне — действовал в районе моря возле Аландских островов. 1 декабря 1939 года «Л-1» выставила на выходных фарватерах в шхерах у Нюхамна 2 минных банки (6 и 14 мин) для того, чтобы предотвратить уход финских броненосцев в Швецию.
С февраля 1941 года — офицер отдела подводного плавания штаба Краснознамённого Балтийского флота.
С 24 октября 1941 года по 18 ноября 1946 года — командир подводной лодки «Л-21», Краснознамённый Балтийский флот.
В качестве командира «Л-21» осуществил 3 боевых похода, во время которых произвел семь торпедных атак с выпуском 21 торпеды, 2 раза подводная лодка Могилевского выходила на минные постановки, выставив на коммуникациях противника 36 мин. Результатом боевой деятельности «Л-21» под его командованием стала гибель шведского транспорта и сторожевого корабля в результате торпедных атак:
- 24 ноября 1944 года двумя торпедами было потоплено шведское судно «Ганза» (493 брт),
- 23 марта 1945 года двумя попаданиями торпед был потоплен сторожевой корабль V2022 (518 брт),
- 25 марта 1945 года потопил плавучую батарею LAT-7 «Гретель».
- На минах, выставленных лодкой, погибли: 24 ноября 1944 года — транспорт «Элие» (Дания, 1873 брт), 23 марта 1945 года — миноносец Т3 (839 т) и миноносец Т5 (843 т), 15 марта 1945 года — подводная лодка U-367 (769 т) и, возможно, 22 ноября 1944 года — транспорт «Эберхард» (Германия, 751 брт), повреждены: 23 ноября 1944 года — транспорт «Эйхберг» (Германия, 1923 брт) и сторожевой корабль VS302.

Таким образом, за годы Великой Отечественной войны Могилевский уничтожил 2 миноносца, 1 подлодку и вывел из строя до конца войны эсминец Z-43, что является лучшим результатом против военных кораблей.
С 18 ноября 1946 года по 8 августа 1947 года — командир недостроенной подводной лодки «К-54» типа «К».
С 8 августа 1947 года по 3 апреля 1950 года — командир подводной лодки «П-3».
С 15 июля 1950 года — капитан 1 ранга.
В 1950−1952 годах — начальник штаба 150-го отдельного дивизиона подводных лодок.
В 1952−1955 годах — командир 150-го отдельного дивизиона подводных лодок.
С 1953 года — член госкомиссии по приемке кораблей от промышленности.
В 1966 году уволен в запас.
Умер в 1986 году. Урна с прахом находится в колумбарии Санкт-Петербургского крематория.

## Награды
- Орден Красного Знамени (13.06.1952) (за выслугу лет)[1]
- Орден Красного Знамени (02.03.1966)[1]
- Орден Ушакова II степени (31.01.1945)[1]
- Орден Отечественной войны I степени (31.01.1945)[1]
- Орден Отечественной войны II степени (06.04.1985)[2]
- Орден Красной Звезды (21.04.1940)[1]
- Орден Красной Звезды (15.10.1943)[1]
- Орден Красной Звезды (5.11.1946)[1]

медали в том числе:
- «За боевые заслуги» (03.11.1944)[1]
- «За оборону Ленинграда» (22.12.1942)[1]
- «За победу над Германией в Великой Отечественной войне 1941—1945 гг.» (09.05.1945)[1]
- «За взятие Кенигсберга» (20.03.1947)[3]